# Sare Alpha Bridge
Die Sare Alpha Bridge ist eine Straßenbrücke im westafrikanischen Staat Gambia. Die rund 40 Meter lange Brücke überspannt den Shima Simong nordöstlich von Sare Alpha (andere Schreibweise: Diabugu Alpha und Sare Alfa) und südwestlich von Sudowol. Sie überführt die South Bank Road und wurde nach 1994 unter der Regierung Jammeh mit einer Investitionssumme von zwei Millionen Dalasi errichtet.